# Edegemsepoort
De Edegemsepoort was een in 1864 door architect Felix Pauwels ontworpen en onder Brialmont gebouwde en in 1970 gesloopte poort in de Stelling van Antwerpen die in Berchem de Generaal Lemanstraat binnen de stadsomwalling met de Floralienlaan buiten de stadsomwalling verbond. Zij vormde in haar neobarokke bouwstijl met de Wilrijksepoort een tweelingpoort. Tussen beide poorten lag de naar de hoek van de fronten 9 en 10 genoemde batterij en kazerne 9/10. Ook het huidige kruispunt van de Generaal Lemanstraat met de Binnensingel, een onderdeel van de Singel R10, wordt naar deze poort genoemd.
Van noord naar zuid met de klok mee: Oosterweelsepoort · Ekersepoort · Bredapoort · Schijnpoort · Turnhoutsepoort · Herentalsepoort · Leopoldpoort · Louisapoort · Borsbeeksepoort · Spoorbaanpoort · Berchemsepoort · Mechelsepoort · Edegemsepoort · Wilrijksepoort · Sint-Laureinspoort · Kielsepoort · Boomsepoort · Spoorwegpoort · Sint-Bernardsepoort · Sint-Michielspoort · Hobokensepoort